# Bandiera delle Isole Marshall
La bandiera delle Isole Marshall è stata adottata il 1º maggio 1979; la parte blu rappresenta l'oceano, la fascia arancio simboleggia la ricchezza e quella bianca la pace. I 24 raggi del sole bianco stanno a sottolineare le municipalità.
È usata come bandiera di comodo.

## Bandiere storiche

Bandiera utilizzata durante il dominio coloniale tedesco (1878-1894)
Bandiera del Territorio fiduciario delle Isole del Pacifico (1965-1979)
Bandiera degli USA a 48 stelle, usata sulle Isole Marshall dal 1944 al 1959
Bandiera degli USA a 49 stelle, usata sulle Isole Marshall dal 1959 al 1960
Bandiera degli USA a 50 stelle, usata sulle Isole Marshall dal 1960 al 1986

## Bandiere subnazionali

Bandiera dell'Atollo di Bikini